# Ciudad de Salamanca
Die Ciudad de Salamanca war ein 1982 in Dienst gestelltes Fährschiff der spanischen Reederei Trasmediterránea, für die es bis 2007 im Einsatz war. Anschließend fuhr es bis zu seiner Ausmusterung 2009 als Beni Sidel. Nach vier Jahren Liegezeit wurde die Fähre 2013 im türkischen Aliağa abgewrackt.

## Geschichte
Die Ciudad de Salamanca wurde am 26. September 1979 in Auftrag gegeben und am 22. Oktober desselben Jahres unter der Baunummer 142 in der Werft von Union Naval de Levante in Valencia auf Kiel gelegt. Am 17. Juni 1981 lief das Schiff vom Stapel. Die Ablieferung an Trasmediterránea erfolgte am 15. Juni 1982, die Indienststellung auf der Strecke von Valencia nach Palma vier Tage später. Die Fähre gehörte einer Baureihe von insgesamt sechs zwischen 1972 und 1984 in Dienst gestellten Schiffen an.
In den folgenden 25 Jahren kam die Ciudad de Salamanca auf verschiedenen Strecken zum Einsatz, zuletzt ab Juni 2006 zwischen Alicante und Oran.
Im April 2007 wurde das Schiff an die in Marokko ansässige Reederei Reduan Ferry verkauft und nach einem Werftaufenthalt im Juni desselben Jahres als Beni Sidel zwischen Málaga und Al Hoceïma in Dienst gestellt. 2009 beendete die Fähre ihre aktive Dienstzeit und lag fortan ungenutzt im Hafen von Nador. Nach vier Jahren wurde sie zum Abbruch im türkischen Aliağa verkauft, wo sie am 14. Mai 2013 eintraf.